# 949
949 (CMXLIX) je bilo navadno leto, ki se je po julijanskem koledarju začelo na ponedeljek.

## Dogodki
- 1. januar

## Rojstva
- 12. junij - cesar Reizei, 63. japonski cesar († 1011)